# بات ريان (لاعب كرة قدم أمريكية)
بات ريان (بالإنجليزية: Pat Ryan)‏ (و. 1955  م) هو لاعب كرة قدم أمريكية أمريكي، ولد في هتشنسون، مركز لعبه هو ظهير ربعي.

## التعليم
تعلم في جامعة تينيسي.

## روابط خارجية
- بات ريان على موقع مرجع كرة القدم المحترفة.كوم (الإنجليزية)